# Idiothele nigrofulva
Idiothele nigrofulva là một loài nhện trong họ Theraphosidae.
Loài này thuộc chi Idiothele. Idiothele nigrofulva được Mary Agard Pocock miêu tả năm 1898.